# Gjergjan
Gjergjan là một xã trong quận Elbasan thuộc hạt Elbasan, Albania. Dân số năm 2005 là 6418 người.